# Брюстер, Гарольд
Гарольд Сьюйдам Брюстер (англ. Harold Suydam Brewster; 2 мая 1903, Лейквуд, Нью-Джерси — 3 сентября 1994, Лейкленд, Флорида) — американский хоккеист на траве, вратарь. Бронзовый призёр летних Олимпийских игр 1932 года.

## Биография
Гарольд Брюстер родился 2 мая 1903 года в американском городе Лейквуд в штате Нью-Джерси.
Учился в колледже Уильямс в Уильямстоуне, играл в хоккей на траве за его команду. Затем выступал за «Рай» из Нью-Йорка.
В 1932 году вошёл в состав сборной США по хоккею на траве на летних Олимпийских играх в Лос-Анджелесе и завоевал бронзовую медаль. Играл на позиции вратаря, провёл 2 матча, пропустил 33 мяча (24 от сборной Индии, 9 — от Японии).
Также в течение нескольких лет после окончания колледжа играл в хоккей с шайбой за «Сент-Николас» из Нью-Йорка, также на позиции вратаря.
Умер 3 сентября 1994 года в американском городе Лейкленд.